# Lengua
Lengua (Gekoinlahaak, Gecoinlahaac), pleme ili plemena američkih Indijanaca porodice Mascoian, kojih danas oko 10,000 živi u paragvajskom dijelu Gran Chaca, u departmanu Presidente Hayes i Boquerónu. Lengue se po jeziku i kulturi dijele na sjeverne polunomadske Enlhet i južne ratare  Enxet koji se danas bave i uzgojem stoke  (goveda, ovaca i konja). 
Tradicionalno oni su lovci, sakupljači i ribari. U kolektivni ili individualni lov ide se ili pješke ili na konjima, a hvataju se veće životinje kao tapir, pekariji i nandu koje ubijaju lukom i strijelom, kopljima, bolama, ali i drugim metodama kao što su podizanje ograda (korala), dimom i vatrom ili kamuflažom. Od manjih životinja hvataju se armadillo, koati, iguana, kornjače i razni glodavci i ptice. U novije vrijeme individualni lov s lukom i strijelom zamijenio je lov s lovačkim psima.  
Sakupljanje plodova algarrobe, kao i velikih količina drugog voća i korijenja leži na ženama. Med, veoma značajan u prehrani Indijanaca, sakupljaju muškarci, a o njemu postoje i brojne legende širom Južne Amerike.
Ribolov igra ipak manju ulogu kod Lengua, a agrikultura je na posljednjem mjestu. Ona se počinje javljati pojavom kolonista i misionara, a na poljima pripremljenim sistemom posijeci-i-spali, prevladava kukuruz, slatka manioka, grah, lubenice, slatki krumpir, duhan i pamuk. 

## Jezik
jezik lengua pripada porodici Mascoian a sastoji se od dva dijalekta, sjeverni ili eenthlit (vowak, lengua norte) i južni lengua (lengua sur).

## Povijest
U kontakt s Europljanima možda dolaze 1526. u vrijeme istraživanja rijeke Paragvaj koje vodi Sebastian Cabot. Godine 1536. Španjolci osnivaju Asuncion. Lengue ipak neće biti uznemiravani sve do osnivanja misija, 1889., nakon čega započinje akulturacia. Broj im je 1950. procjenjen na 2,300, a prema podacima za 1991. ima ih oo 10,000.

## Organizacija
Društvo lengua sastoji se od egzogamnih bandi, svaka se sastoji od proširene uksorilokalne obitelji, a nekoliko takvih obitelji čini endohamnu sub-tribalnu jedinicu. Šamanizam je osobito značajan kod Lengua. Šaman je onaj koji ima najveću moć. Za razliku od poglavice koji je dužan dijeliti poklone, pa ostaje najsiromašniji član zajednice, šaman poklone prima. On čuva svoj narod od zla i 'dužnost mu je' da šalje 'nedaće i kugu' neprijateljima svog naroda. za ove usluge dobro je plaćen, i to mu omogućava da stiče veliki ugled i utjecaj. 

## Sistem srodstva i teknonimija
Sistem srodstva, po svoj prilici, kod lengua nije bio isti kod svih grupa, a zapadne su prešle sa  'Iroquois'  tipa na  'Hawaiian'  a uobičajena je i teknonimija (n.n.-ov otac). Običaje odbacivanja imena poznati su i kod veoma udaljenih Chipewyan Indijanaca, ali su mu glavno žarište veliki dijelovi Polinezije.

## Vanjske poveznice
- Lengua